# Tunisia
Tunisia hay Tunisie, quốc hiệu là Cộng hòa Tunisia, là một quốc gia ở Bắc Phi, giáp Algérie ở phía tây, Libya ở phía đông nam, và Địa Trung Hải ở phía bắc và phía đông. Tunisia là quốc gia nhỏ nhất trong số các quốc gia nằm dọc theo dãy núi Atlas. Miền nam Tunisia gồm một phần của sa mạc Sahara, và hầu hết phần còn lại gồm đất đai đặc biệt màu mỡ và 1.300 km bờ biển. Tunisia hai lần đóng vai trò đặc biệt quan trọng trong thời cổ đại, đầu tiên với thành phố Phoenicia nổi tiếng của Carthage, sau đó như Tỉnh châu Phi được gọi là "giỏ bánh mì" của Đế quốc La Mã. Sau này, Tunisia bị những kẻ cướp bóc xâm chiếm vào thế kỷ 5, người Byzantine ở thế kỷ 6 và người Ả Rập vào thế kỷ 7.
Dưới thời Đế quốc Ottoman, Tunisia được gọi là "Nhiếp chính Tunis". Nó được chuyển sang thuộc quyền bảo hộ của Pháp vào năm 1881. Sau khi giành được độc lập vào năm 1956, nước này lấy tên chính thức là "Vương quốc Tunisia" ở cuối thời kỳ cầm quyền của Lamine Bey và Triều đại Husainid. Với tuyên bố đưa nhà nước trở thành cộng hoà Tunisia ngày 25 tháng 7 năm 1957, nhà lãnh đạo quốc gia Habib Bourguiba trở thành tổng thống đầu tiên và lãnh đạo cuộc hiện đại hoá đất nước. Ngày nay Tunisia là một quốc gia hướng theo xuất khẩu trong quá trình tự do hoá nền kinh tế.
Tunisia có quan hệ thân cận với cả Liên minh châu Âu—và đã có một thoả thuận kết hợp với tổ chức này—và thế giới Ả Rập. Tunisia cũng là một thành viên Liên đoàn Ả Rập và Liên minh châu Phi.

## Tên gọi
Từ Tunisia xuất xứ từ Tunis; một thành phố thủ đô của Tunisia hiện đại. Hình thức tên hiện nay, với hậu tố Latinh -ia, xuất phát từ chữ Tunisie của tiếng Pháp. Cái tên này đã được các nhà địa lý, sử học Pháp sử dụng như một phần nỗ lực của họ nhằm tạo ra những cái tên mới cho những lãnh thổ và khu vực bảo hộ mà họ mới chiếm được. Từ Pháp Tunisie đã được chấp nhận trong một số ngôn ngữ châu Âu với một ít sửa đổi để tạo ra một cái tên riêng biệt để chỉ nước này. Các ngôn ngữ khác không liên quan tới việc này như trong tiếng Tây Ban Nha Túnez. Trong trường hợp này, cái tên được dùng cho cả quốc gia và thành phố như trong tiếng Ả Rập: تونس và chỉ theo ngữ cảnh, thì mọi người mới phân biệt được sự khác biệt.
Cái tên Tunis có thể được gán cho nhiều nguồn gốc khác nhau. Nó có thể liên quan tới vị nữ thần Phoenician Tanith (aka Tunit), thành phố cổ Tynes hay với nguồn gốc Berber ens có nghĩa "nằm xuống".

## Lịch sử
Vào thời điểm bắt đầu có việc chép sử, Tunisia là nơi sinh sống của các bộ lạc Berber. Ven biển đã có người Phoenicia định cư từ thế kỷ X trước Công nguyên. Thành phố Carthage đã được thành lập vào thế kỷ IX trước Công nguyên bởi những người định cư từ Týros (ngày nay thuộc Liban). Truyền thuyết cho rằng Nữ hoàng Elissa đã thành lập thành phố vào năm 814 trước Công nguyên và được nhắc lại bởi nhà văn Hy Lạp Timaeus của Tauromenium. Những người định cư Carthage mang văn hóa và tôn giáo của họ từ những người Phoenicia và Canaan.
Sau một loạt các cuộc chiến với các thành bang Hy Lạp Sicilia vào thế kỷ V trước Công nguyên, quyền lực của Carthage đã mạnh lên và cuối cùng đã trở thành nền văn minh chủ đạo ở phía tây Địa Trung Hải. Người Carthage thờ cúng các vị thần Trung Đông, bao gồm Baal và Tanit. Biểu tượng của thần Tanit, một hình tượng phụ nữ đơn giản với cánh tay dang ra và mặc váy dài là một hình tượng phổ biến được tìm thấy ở các địa điểm cổ. Những người sáng lập của Carthage cũng lập nên một Tophet và được thay đổi vào thời kỳ La Mã.
Dù người La Mã đề cập đến đế quốc mới phát triển ở thành phố Carthage là Punic hay Phoenician, nhưng đế quốc được xây xung quanh Carthage là một chính thể độc lập khỏi các khu định cư Phoenicia ở phía tây Địa Trung Hải.

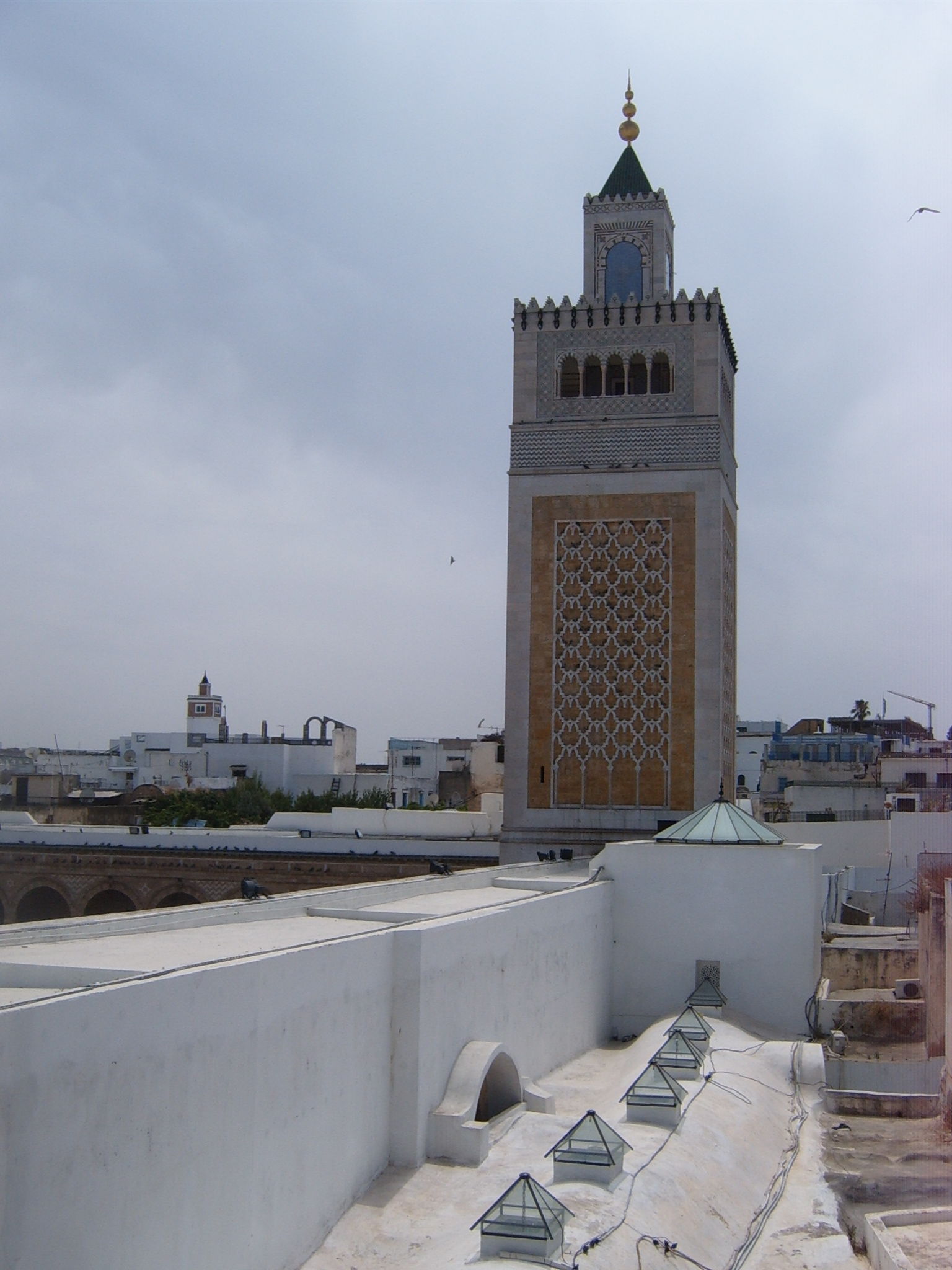
Tháp thánh đường Zitouna, Tunis

Một cuộc xâm lược Italia của Carthage do Hannibal chỉ huy trong cuộc chiến tranh Punic thứ hai, một trong một loạt các cuộc chiến với La Mã, gần như làm tê liệt Đế chế La Mã. Carthage cuối cùng đã bị La Mã chinh phục vào thế kỷ II trước Công nguyên, một bước ngoặt dẫn đến việc nền văn minh Địa Trung Hải cổ chủ yếu chịu ảnh hưởng của các nền văn hóa châu Âu thay vì châu Phi. Sau khi La Mã chinh phục, khu vực này đã trở thành một trong những vựa lúa của La Mã và đã bị Latinh hóa và Thiên Chúa giáo hóa hoàn toàn. Lãnh thổ này bị Vandals chinh phục vào thế kỷ V của Công Nguyên và lại bị chinh phục bởi Belisarius một lần nữa vào thế kỷ VI trong thời kỳ trị vì của hoàng đế Byzantine Justinian.
Vào thế kỷ VII, vùng này bị những người Hồi giáo Ả Rập, những người đã lập thành phố Kairouan chinh phục. Các triều đại Hồi đã bị gián đoạn bởi các cuộc nổi loạn của người Berber. Những thời kỳ cai trị của người Aghlabid (thế kỷ thứ IX) và của người Zirid (từ năm 972), những người Fatimid theo Berber, đặc biệt thịnh vượng. Khi những người Zirid làm người Fatimid tức giận ở Cairo (1050), người Fatimid đã gửi bộ tộc Banu Hilal tới trả thù Tunisia.
Những vùng ven biển đã có thời gian ngắn bị người Norman của Sicilia kiểm soát vào thế kỷ XII và việc tái chinh phục của người Ả Rập đã làm cho những tín đồ Thiên Chúa giáo cuối cùng ở biến mất. Năm 1159, Tunisia bị vua Hồi giáo Almohad chinh phục. Sau đó là Hafsids (khoảng 1230 – 1574) của Berber, dưới thời này Tunisia đã thịnh vượng. Cuối thế kỷ XVI, vùng ven biển thành một căn cứ địa của cướp biển. Trong những năm cuối cùng của Hafsids, Tây Ban Nha đã chiếm đóng nhiều thành phố ven biển nhưng lại bị đế chế Ottoman chiếm lại. Dưới thời các toàn quyền người Thổ Nhĩ Kỳ, Beys, Tunisia đã lấy lại độc lập thực sự. Triều đại Hussein của Beys, được thành lập năm 1705, tồn tại đến năm 1957.

### Thuộc địa Pháp

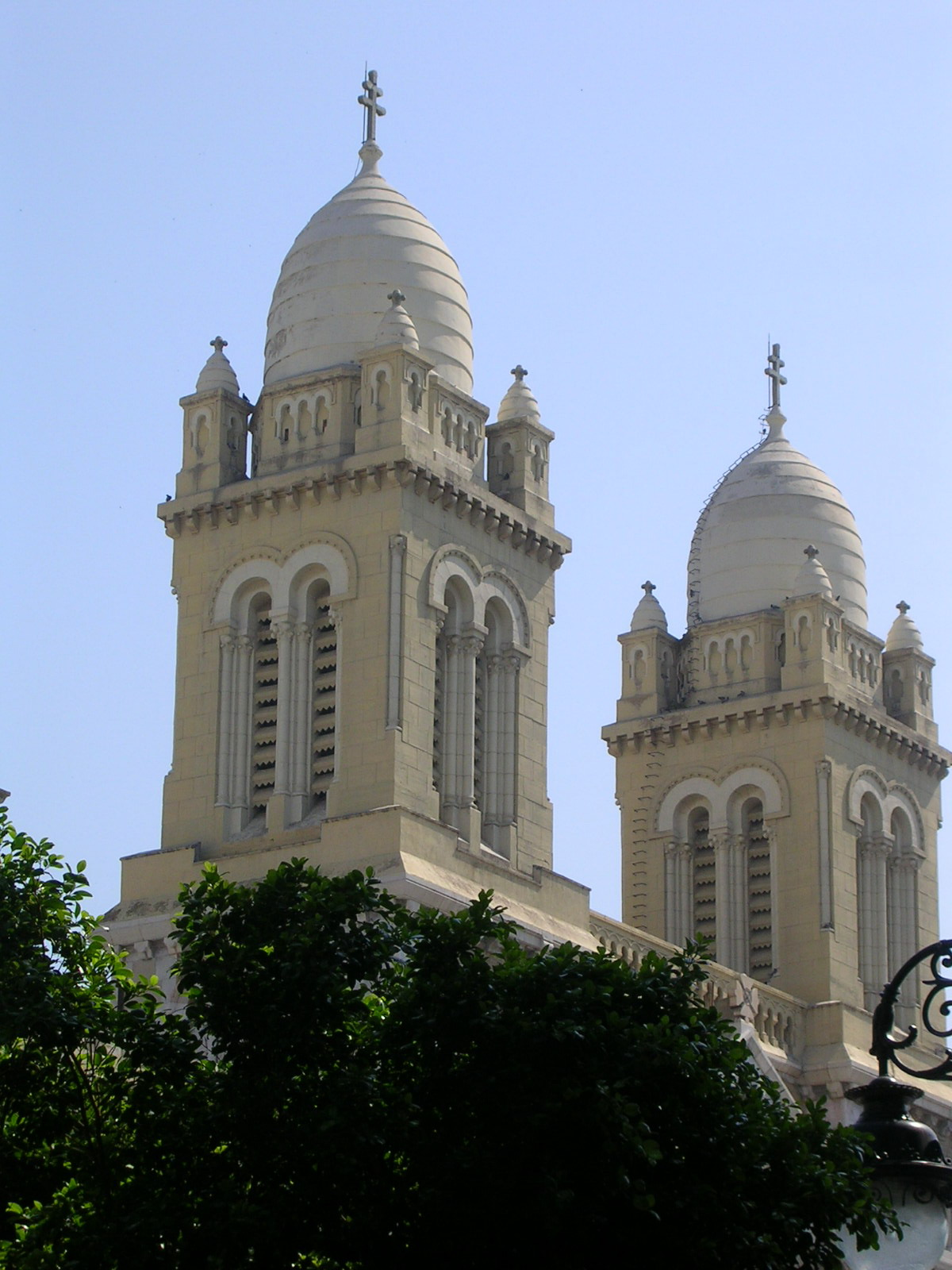
Thánh đường St Vincent de Paul, Tunis

Giữa thập kỷ 1800, chính quyền Tunisia dưới sự cai trị của Bey đã thỏa hiệp thông qua các quyết định tài chính gây tranh cãi đã dẫn tới sự suy thoái của Tunisia. Pháp bắt đầu toan tính kiểm soát Tunisia khi Bey lần đầu vay mối khoản tiền lớn để phương Tây hóa đất nước. Những người định cư châu Âu ở nước này được đặc biệt khuyến khích; số lượng người Pháp tăng từ 34,000 năm 1906 lên 144,000 năm 1945. Năm 1910 có 105,000 người Italia ở Tunisia.

### Chiến tranh thế giới thứ hai
Năm 1942– 1943, Tunisia là nơi diễn ra những chiến dịch lớn của các lực lượng Đồng Minh (Đế chế Anh và Hoa Kỳ) chống lại các cường quốc Phe Trục (Italia và Đức) trong Chiến tranh thế giới thứ hai. Lực lượng chính của quân đội Anh, tiến lên sau chiến thắng của họ trong Trận El Alamein thứ hai dưới sự chỉ huy của Tướng Montgomery, tiến vào Tunisia từ hướng nam. Hoa Kỳ và các đồng minh khác, sau những cuộc xâm lược của họ ở Algérie và Maroc trong Chiến dịch Ngọn đuốc, tiến vào từ phía tây.
Tướng Rommel, chỉ huy các lực lượng Phe Trục ở Bắc Phi, đã hy vọng giáng cho đồng minh một thất bại ở Tunisia như các lực lượng Đức từng thực hiện ở Trận nước Pháp năm 1940. Trước trận El Alamein, các lực lượng đồng minh đã buộc phải rút về hướng Ai Cập. Vì thế trận Tunisia là thử thách lớn cho quân đồng minh. Họ biết rằng để đánh bại các lực lượng phe Trục họ phải phối hợp hành động và nhanh chóng hồi phục từ những thất bại không thể tránh được mà các lực lượng Đức-Italia sẽ gây ra.
Ngày 19 tháng 2 năm 1943, Tướng Rommel mở một cuộc tấn công vào các lực lượng Mỹ ở vùng Đèo Kasserine ở phía tây Tunisia, hy vọng giáng cho một đòn làm mất tinh thần của quân đồng minh như người Đức từng làm được tại Ba Lan và Pháp. Những kết quả ban đầu mang tính thảm hoạ cho người Mỹ; vùng xung quanh Đèo Kasserine là nơi có nhiều nghĩa trang chiến tranh của người Mỹ từ thời điểm đó.
Tuy nhiên, các lực lượng Mỹ cuối cùng đã có thể đảo ngược tình thế. Biết được chiến lược chiến tranh xe tăng rất quan trọng, quân Đồng Minh vượt qua giới tuyến Mareth ngày 20 tháng 3 năm 1943. Sau đó quân đồng minh đã có thể liên kết với nhau vào ngày 8 tháng 4 và vào ngày 2 tháng 5 quân đội Đức-Italia ở Tunisia đầu hàng. Nhờ thế, Hoa Kỳ, Anh Quốc, Pháp tự do và Ba Lan (cũng như các lực lượng khác) đã có thể giành được thắng lợi trong một trận đánh lớn như một đội quân đồng minh.
Trận đánh này, dù thường bị Trận Stalingrad làm lu mờ, là một thắng lợi lớn của đồng minh trong Thế Chiến II phần lớn bởi nó cho phép Đồng Minh trong một ngày sắp tới sẽ giải phóng Tây Âu.

### Bầu cử quốc gia năm 2009
Ngày 25 tháng 10 năm 2009, cuộc tuyển cử quốc gia đã được tổ chức tại Tunisia. Cuộc tuyển cử gồm một cuộc bầu cử tổng thống và một cuộc bầu cử nghị viện. Tổng thống đương nhiệm Zinedine Ben Ali giành một thắng lợi lớn, với 89.62% số phiếu. Đối thủ chính của ông, Mohamed Bouchiha, nhận được 5.01% số phiếu. Đảng của Tổng thống, CDR, cũng giành một thắng lợi lớn với đa số 84.59% trong nghị viện. Phong trào của Đảng Dân chủ Xã hội giành được 4.63% số phiếu.
Cuộc bầu cử bị cả truyền thông trong nước và quốc tế chỉ trích. Human Rights Watch đã thông báo rằng các đảng và các ứng cử viên đã bị cấm xuất hiện ở mức ngang bằng với tổng thống đương nhiệm, và rằng tờ tuần báo của đảng Ettajdid, Ettarik al-Jadid, đã bị chính quyền nắm giữ .
Bốn ứng cử viên tổng thống trong cuộc bầu cử năm 2009 gồm:
| Ứng cử viên                   | Phần trăm phiếu bầu (%) |
| ----------------------------- | ----------------------- |
| Zine El Abidine Ben Ali (RCD) | 89.62%                  |
| Mohamed Bouchiha (PPU)        | 5.01%                   |
| Ahmed Linoubli (UDU)          | 3.80%                   |
| Ahmed Ibrahim (ME)            | 1.57%                   |

### Những cuộc biểu tình và sự từ chức của Ben Ali 2010-2011
Để ứng phó với các cuộc biểu tình dâng cao ở Tunisia vào cuối năm 2010, đầu năm 2011, Ben Ali tuyên bố tình trạng khẩn cấp trong cả nước, giải thể chính phủ vào ngày 14 tháng 1 năm 2011 và hứa tổ chức các cuộc bầu cử lập pháp mới trong vòng sáu tháng. Sau đó cùng ngày trong bài phát biểu đọc trên truyền hình chiều thứ sáu 14 tháng 1 năm 2011, thủ tướng Tunisia Mohamed Ghannouchi loan báo ông sẽ nắm quyền thay tổng thống Ben Ali đã rời đất nước. Tuy nhiên, người đứng đầu Tòa án Hiến pháp của Tunisia, Fethi Abdennadher, xác nhận rằng Gannouchi đã vi phạm Hiến pháp.
Tòa án Hiến pháp Tunisia ngày 15 tháng 1 năm 2011 đã quyết định bãi nhiệm Tổng thống Ben Ali, người bị lật đổ vì các cuộc biểu tình và bạo động chống ông - được giới truyền thông gọi là cuộc "Cách mạng hoa nhài". Đây cũng là nhà lãnh đạo đầu tiên trong thế giới Arab bị lật đổ bởi biểu tình của nhân dân. 
Theo Hiến pháp Tunisia, Chủ tịch Quốc hội Fouad Mebazaa đã đảm trách quyền điều hành đất nước và tổ chức tổng tuyển cử trong vòng 60 ngày. Quyền Tổng thống Mebazaa cũng ngay lập tức yêu cầu Thủ tướng Mohammed Ghannouchi thành lập một chính phủ liên minh đoàn kết dân tộc để lãnh đạo đất nước cho tới khi bầu được chính quyền mới.

### 2012 đến nay
Trong cuộc bầu cử năm 2012, đảng Hồi giáo dung hòa Phong trào Phục hưng thắng cử và cùng với 2 đảng trung tả không tôn giáo Đại hội bảo vệ cộng hoà và Diễn đàn Dân chủ vì Lao động và Tự do lập chính phủ. Tuy nhiên, việc hình thành một hiến pháp mới kéo dài hơn là đã dự định trong vòng 1 năm. Trong thời gian này, 2 cuộc khủng bố và ám sát hai chính trị gia đối lập, Chokri Belaid và Mohamed Brahmi đã xảy ra làm gia tăng căng thẳng tình hình mà cao điểm là tháng 8 năm 2013. Có những cuộc biểu tình lớn vào mùa hè năm 2013 trong đó đe dọa sự tồn tại tiếp tục của chính phủ quốc gia tại thời điểm đó và quá trình dân chủ có nguy cơ tan vỡ.
Trong hoàn cảnh này, Tổng Liên đoàn Lao động Tunisia cố gắng tạo một cuộc đối thoại quốc gia nhưng thất bại vì bị Phong trào Phục hưng tẩy chay. Tháng 9 năm 2013 với sự chuẩn bị tốt hơn lần trước, một nỗ lực thứ hai đã được khởi động. Kỳ này có tới 4 tổ chức xã hội dân sự - Bộ tứ Đối thoại Quốc gia Tunisia tham dự. Bộ Tứ đã tham gia các cuộc đàm phán diễn ra tại thời điểm đó giữa chính phủ Hồi giáo và các đảng phái chính trị khác nhau về việc thực hiện một cuộc chuyển giao quyền lực cho một hiến pháp dân chủ, và tổ chức bầu cử dân chủ cho chính phủ quốc gia.
Nhóm này đã thành công trong việc thuyết phục các đảng nắm chính quyền và các đảng đối lập trong quốc hội (Nidaa, Aljomhoury, Almassar, Afek, Aljabha chaabia, vv.) ngồi lại cùng bàn. Những cố gắng hòa giải, bao gồm các đảng phái và chính phủ cả tổng thống, thủ tướng và chủ tịch quốc hội, vào tháng 10 năm 2013, họ đã lập ra một chương trình hoạt động dẫn tới một mặt việc từ chức của các đảng cầm quyền, mặt khác việc thiết lập một chính phủ lâm thời bao gồm những nhà chuyên môn độc lập chuẩn bị cho cuộc bầu cử tổng thống và Quốc hội mới vào cuối tháng 10 năm 2014. Tháng 2 năm 2015, trên nền tảng của Hiến pháp mới, quyền lực hành pháp được đặt trở lại vào tay của chính phủ dân cử với tổng thống hiện nay là Beji Caid Essebsi. Trong các cuộc thảo luận, 4 nhóm xã hội dân sự này đã đóng vai trò chủ động được xem là khá quan trọng đối với sự thành công của các cuộc đàm phán và chuyển đổi quyền lực trong hòa bình.

## Địa lý

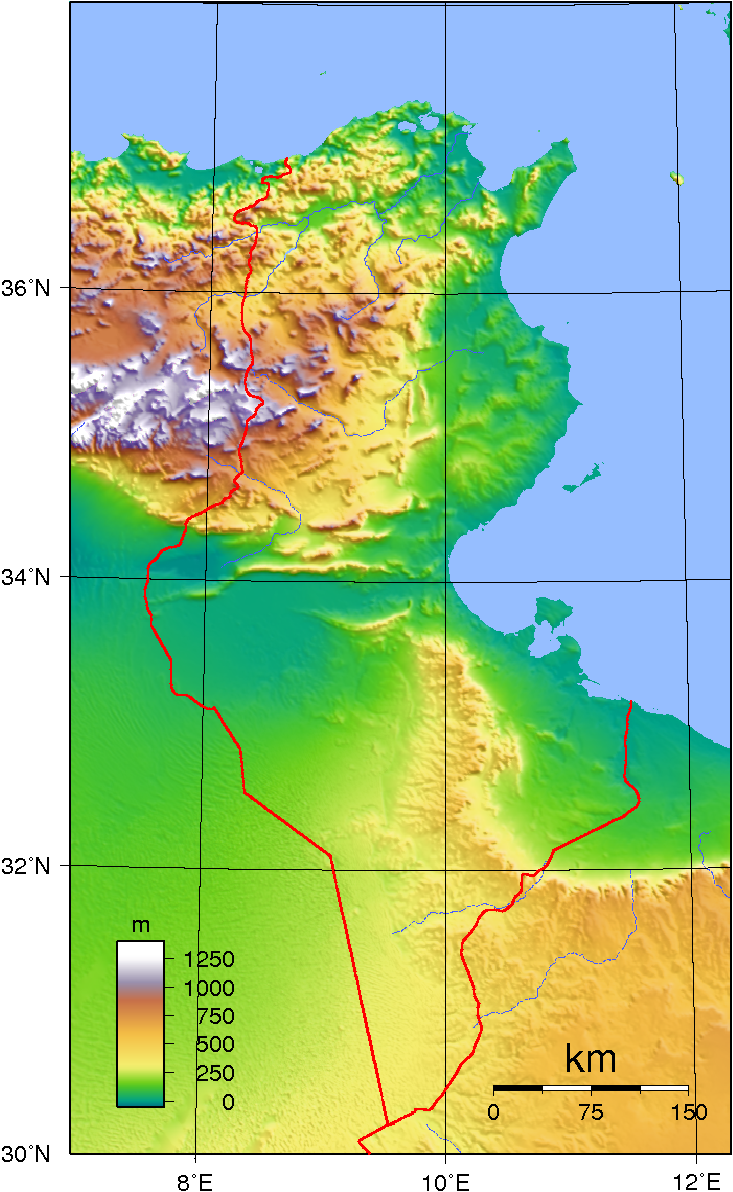
Bản đồ địa hình Tunisia.

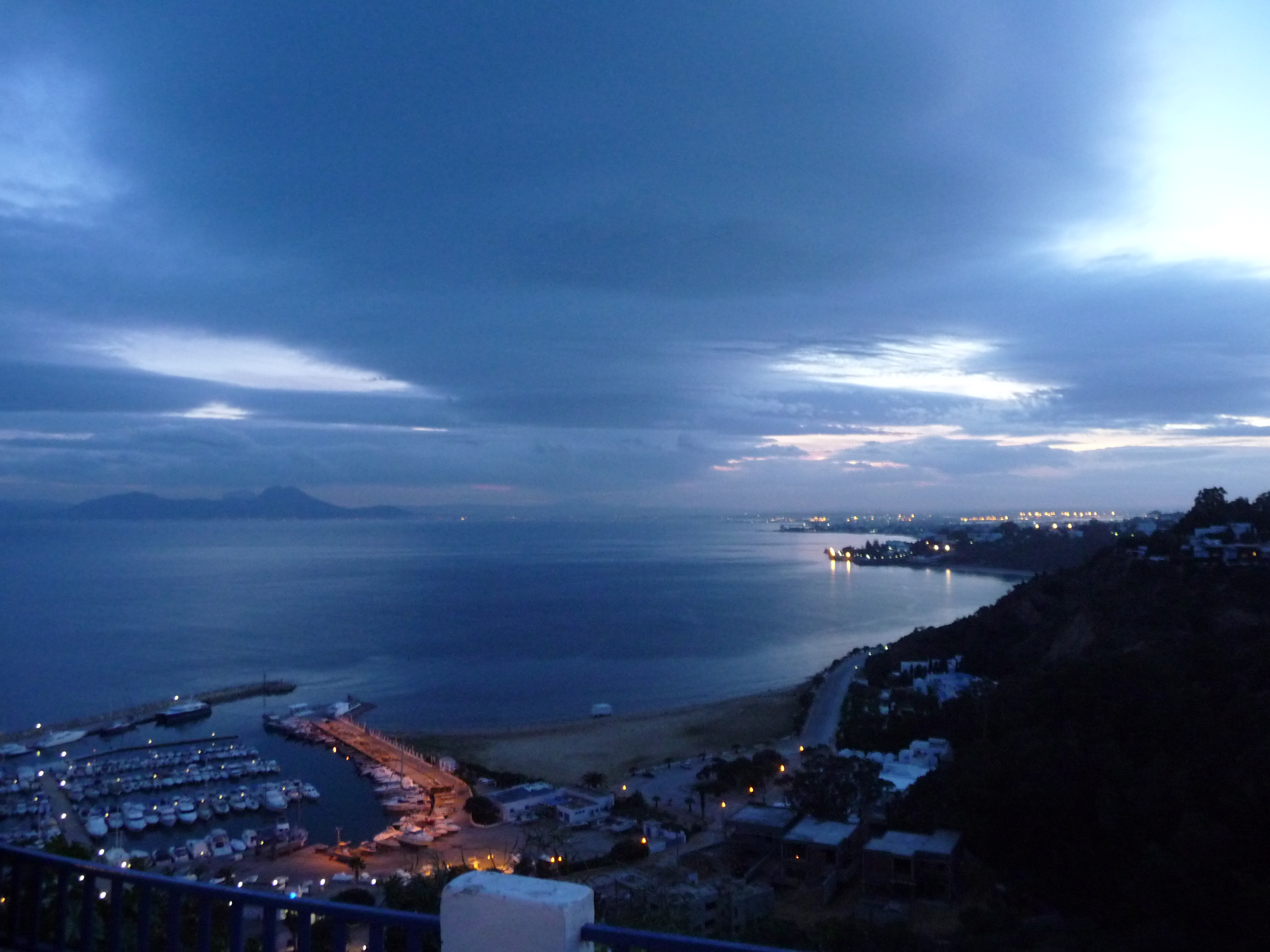
Vịnh Tunis

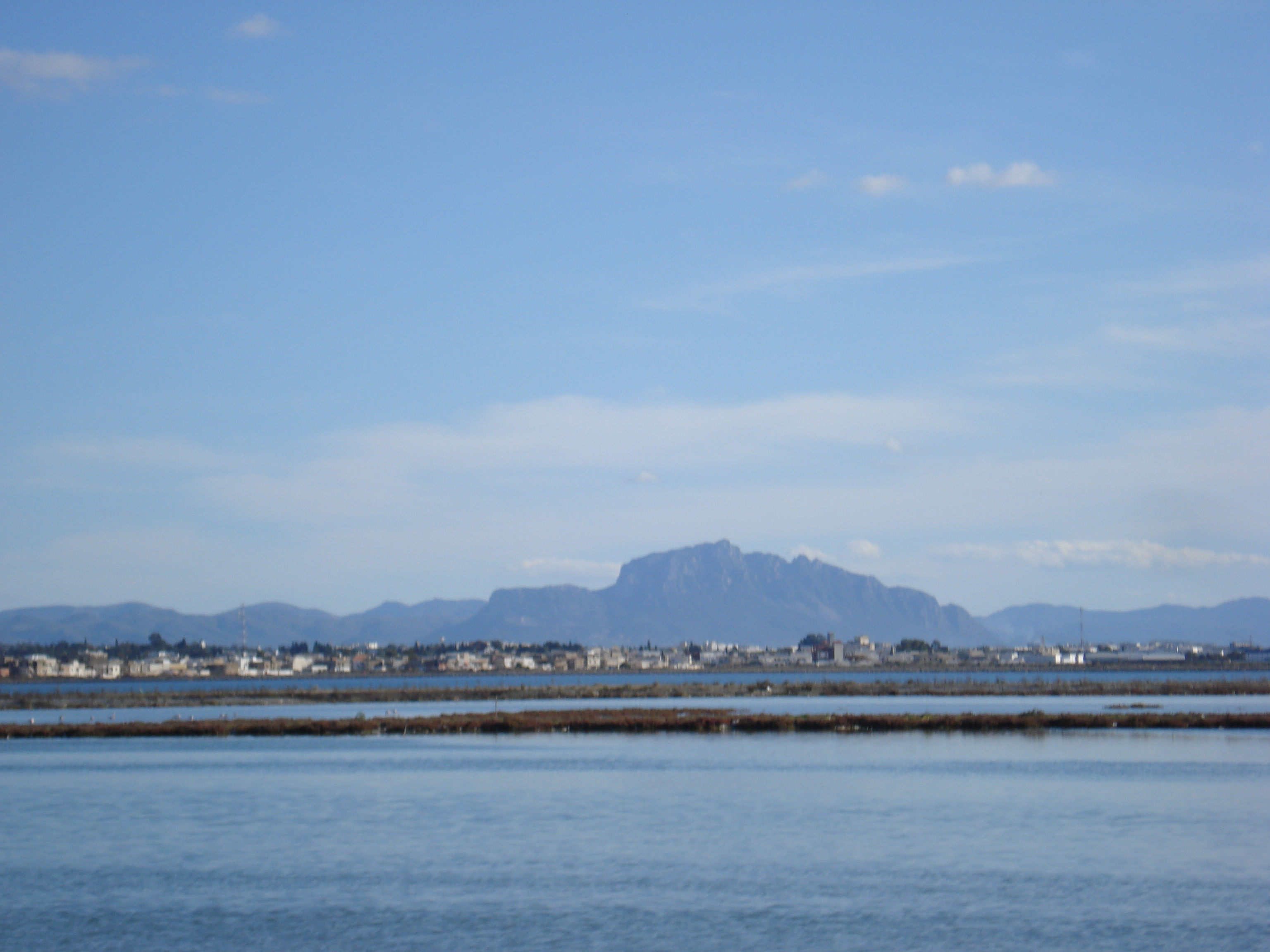
Núi Ressas từ Hồ Tunis

Tunisia là một quốc gia nằm ở bờ biển Địa Trung Hải của Bắc Phi, giữa đường giữa Đại Tây Dương và Châu thổ sông Nile. Tunisia giáp biên giới với Algérie ở phía tây và Libya ở phía đông nam. Đường bờ biển ngoặt gấp phía nam của nó khiến Tunisia có hai mặt giáp với Địa Trung Hải.
Dù có kích thước khá nhỏ, Tunisia có sự đa dạng địa lý và khí hậu khá lớn. Dorsal, một dải mở rộng của Dãy núi Atlas, chạy ngang Tunisia theo hướng đông bắc từ biên giới Algérie ở phía tây tới bán đảo Cape Bon. phía bắc Dorsal là Tell, một vùng có đặc điểm ở những quả đồi và đồng bằng thấp, dù góc phía tây bắc của Tunisia, nơi đất đai đạt tới độ cao 1,050 mét.
Sahil là một đồng bằng dọc theo bờ biển Địa Trung Hải phía đông Tunisia nổi tiếng với sự độc canh cây oliu. Bên trong nội địa từ Sahil, giữa Dorsal và một rặng đồi phía nam Gafsa, là các thảo nguyên. Đa phần vùng phía nam là đất đai bán khô cằn và sa mạc.
Tunisia có đường bờ biển dài 1,148 kilômét. Theo các thuật ngữ hàng hải, nước này tuyên bố một vùng tiếp giáp 24 hải lý, và một hải phận 12 hải lý.
Tunisia có khí hậu ôn hoà ở phía bắc, với mùa đông dễ chịu và nhiều mưa và một mùa hè nóng và khô. Miền nam đất nước là sa mạc. Đất đai phía bắc chủ yếu là núi non, đi dần về phía nam, tạo ra một đồng bằng trung tâm nóng và khô. Miền nam là bán khô cằn, và nhập vào Sahara. Một loạt các hồ muối, được gọi là chotts hay shatts, nằm ở đường phía đông tây ở mũi phía bắc Sahara, trải dài từ Vịnh Gabes vào trong Algérie. Điểm thấp nhất là Shatt al Gharsah, ở độ cao -17 m, và điểm cao nhất là Jebel ech Chambi, 1544 mét.

### Vùng
Vùng Tunisia có một số sa mạc, gồm một phần của Sa mạc Sahara ở phía nam. Ở phía bắc và trung được bao quanh bởi Biển Địa Trung Hải. Tunisia không quá lạnh vào mùa đông để có tuyết, nhưng nhiệt độ vẫn hạ xuống dưới |0 °C.
Vào mùa hè nhiệt độ có thể lên tới 32 °C. Đa phần lãnh thổ Tunisia có bốn mùa.

## Chính trị

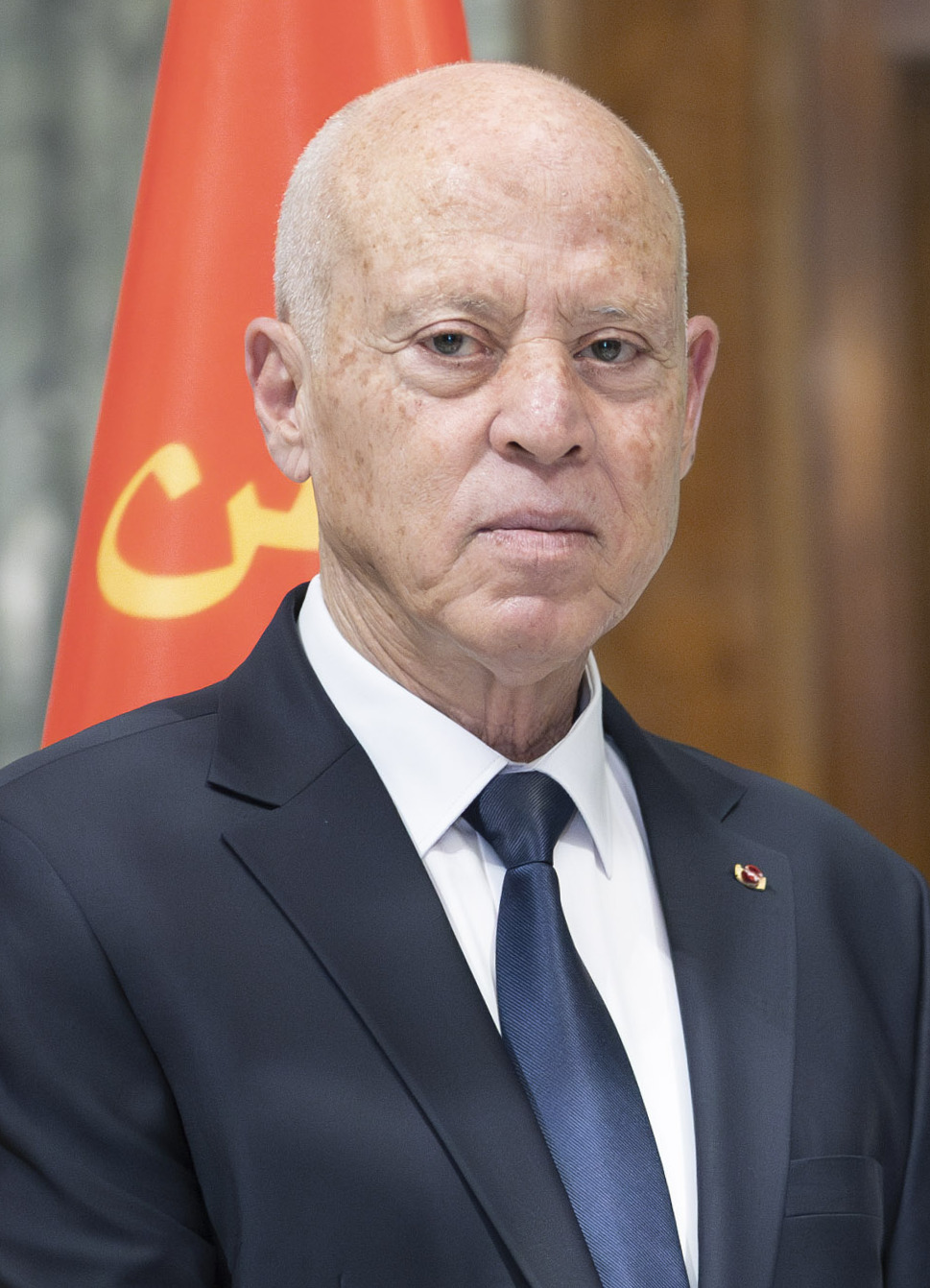
Kais Saied, tổng thống Tunisia từ năm 2019

Tunisia là một nước cộng hòa tổng thống chế theo dân luật. Tổng thống là nguyên thủ quốc gia, thủ tướng là người đứng đầu chính phủ, Quốc hội là cơ quan lập pháp lưỡng viện. Tháng 10 năm 2014, Tunisia tổ chức cuộc bầu cử đầu tiên sau Mùa xuân Ả Rập. Tunisia là quốc gia dân chủ duy nhất ở Bắc Phi cho đến năm 2021. Hiện tại, Tunisia được phân loại là một "chế độ bán dân chủ" theo Chỉ số dân chủ của The Economist. Từ năm 2020 đến 2022, chỉ số dân chủ của Tunisia theo Viện V-Dem giảm từ 0,727 xuống 0,307. Sau cuộc trưng cầu ý dân về hiến pháp năm 2022, nhà nước Tunisia được cải tổ thành một tổng thống chế.
Tổng thống được bầu trực tiếp. Nhiệm kỳ của tổng thống là năm năm. Tổng thống bổ nhiệm thủ tướng và nội các. Thủ tướng không đóng vai trò quan trọng trong việc thiết lập chính sách. Các thống đốc vùng và các cơ quan hành chính địa phương do chính phủ trung ương chỉ định.
Quốc hội là cơ quan lập pháp lưỡng viện, gồm Viện Dân biểu và Hội đồng các khu vực và quận quốc gia. Viện Dân biểu là hạ viện, gồm 161 thành viên, được bầu trực tiếp Hội đồng các khu vực và quận quốc gia là thượng viện, gồm các thành viên do hội đồng khu vực và hội đồng quận bầu ra.
Tunisia có một trong những bộ luật dân sự tiến bộ nhất tại Bắc Phi và thế giới Hồi giáo, được áp dụng bình đẳng bất kể tôn giáo. Bộ luật dân sự Tunisia được thông qua ngay sau khi Tunisia trở thành nước độc lập vào năm 1956, đảm bảo quyền lợi hoàn toàn của phụ nữ (ví dụ như quyền kinh doanh, sở hữu tài khoản ngân hàng và có hộ chiếu). Chế độ đa phu thê bị cấm và chồng không được đơn phương ly hôn vợ. Phụ nữ Tunisia có thể truyền quốc tịch cho con cái ngay cả khi kết hôn với người nước ngoài và sống ở nước ngoài.
Internet bị giới hạn chặt chẽ, gồm cả các site như YouTube. Tuy nhiên, internet đã có sự phát triển vượt bậc với hơn 1,1 triệu người sử dụng và hàng trăm quán cafe internet, được gọi là 'publinet.' Điều này phần lớn liên quan tới nạn thất nghiệp trên diện rộng và thiếu dân chủ cùng các cơ hội khiến hàng triệu người bị thất nghiệp. Các nhóm nhân quyền độc lập, như Ân xá Quốc tế, đã đưa ra tài liệu rằng các quyền cá nhân không được tôn trọng.

### Phân cấp hành chính
Tunisia được chia thành 24 tỉnh, các tỉnh được chia thành 264 quận, mỗi quận được chia thành các xã và khu vực.

### Quân đội
Các lực lượng vũ trang Tunisia được chia thành ba nhánh:
- Lục quân
- Không quân Tunisia
- Hải quân

Chi tiêu quân sự của Tunisia chiếm 1.6% GDP (2006). Quân đội chịu trách nhiệm bảo vệ quốc gia và đảm bảo an ninh nội địa. Có vẻ trong những năm gần đây các lực lượng quốc phòng Tunisia đã tập trung hơn vào các nhóm Hồi giáo ở Bắc Phi. Hoa Kỳ đã tiến hành những cuộc tập trận với các lực lượng vũ trang Tunisia vì mối lo ngại này.

## Kinh tế

GDP bình quân đầu người của Tunisia, 1950-2018

Tunisia có một nền kinh tế đa dạng, từ nông nghiệp, khai thác mỏ, chế tạo, các sản phẩm hoá dầu và du lịch. Năm 2008 nước này có GDP trị giá $41 tỷ (các tỷ giá trao đổi chính thức), hay $82 tỷ (sức mua tương đương) . Lĩnh vực nông nghiệp chiếm 11,6% GDP, công nghiệp 25,7%, và dịch vụ 62,8%. Lĩnh vực công nghiệp chủ yếu gồm sản xuất vải vóc và giày da, sản xuất phụ tùng ô tô và máy điện. Dù Tunisia có mức tăng trưởng trung bình 5% trong thập kỷ qua, nước này vẫn tiếp tục gặp khó khăn với một tỷ lệ thất nghiệp cao đặc biệt trong giới trẻ.

Tỷ lệ tăng trưởng GDP (%)

Tunisia được xếp hạng là nền kinh tế có tính cạnh tranh cao nhất châu Phi và đứng hàng 40 thế giới theo xếp hạng của Diễn đàn Kinh tế Thế giới. Tunisia đã tìm cách thu hút nhiều công ty quốc tế như Airbus và Hewlett-Packard.

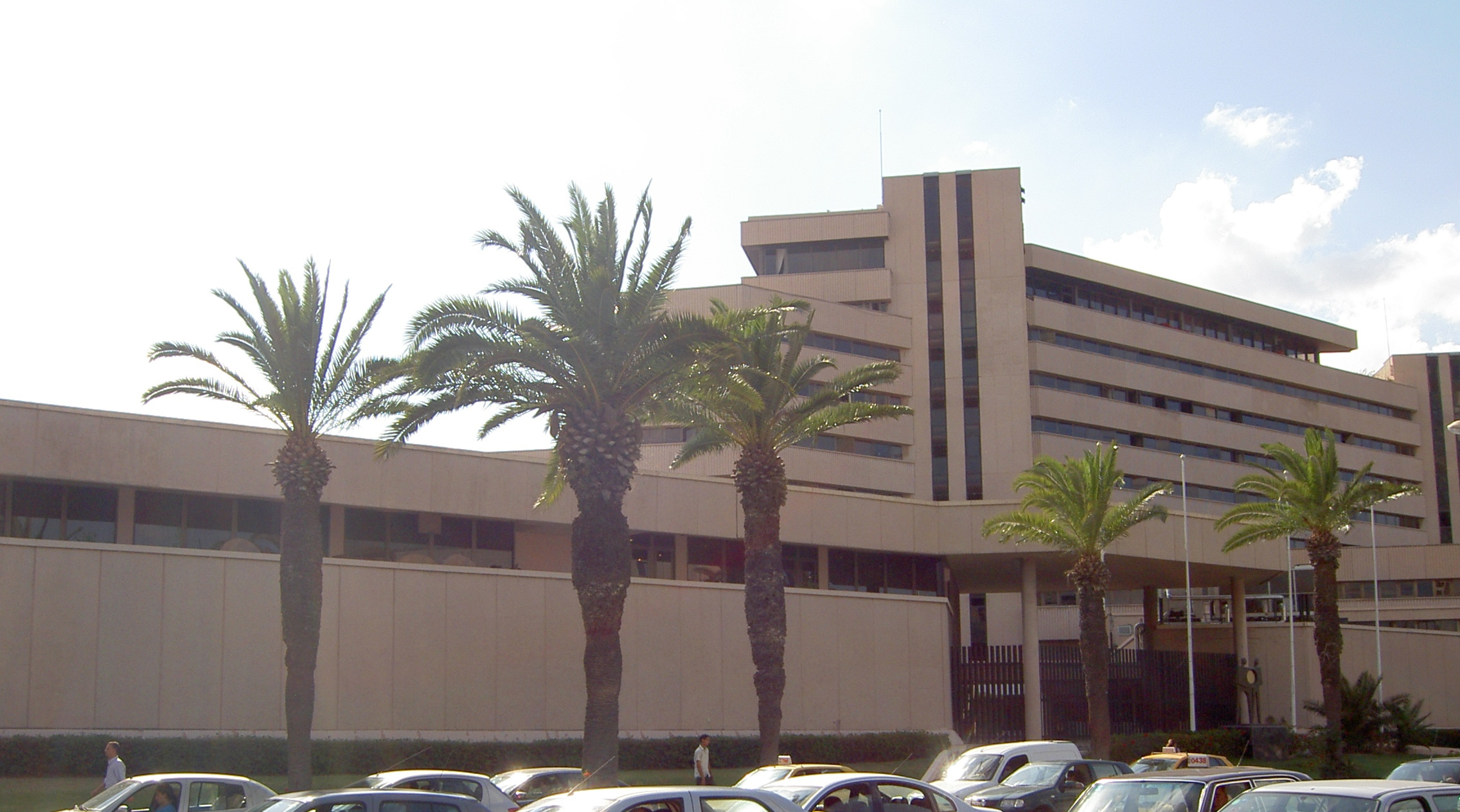
Ngân hàng Trung ương Tunisia.

Liên minh châu Âu vẫn là đối tác thương mại hàng đầu của Tunisia, hiện tại chiếm 72.5% nhập khẩu của Tunisian và 75% xuất khẩu của nước này. Tunisia là một trong những đối tác thương mại lâu đời nhất của Liên minh châu Âu tại vùng Địa Trung Hải và là đối tác thương mại lớn thứ 30 của tổ chức này. Tunisia là quốc gia Địa Trung Hải đầu tiên ký Hiệp ước Liên kết với Liên minh châu Âu, tháng 7 năm 1995, dù thậm chí trước ngày hiệp ước này có hiệu lực, Tunisia đã bắt đầu bãi bỏ các biểu thuế trên thương mại song phương với EU. Tunisia đã kết thúc quá trình bãi bỏ thuế quan cho các sản phẩm công nghiệp năm 2008 và vì thế là quốc gia Địa Trung Hải đầu tiên tham gia vào một vùng thương mại tự do với EU.
Tunisia cũng thu hút những khoản đầu tư lớn từ Vịnh Péc xích (đặc biệt từ Các tiểu Vương quốc Ả Rập Thống nhất) những dự án lớn nhất gồm:
- Cổng Địa Trung Hải: một dự án trị giá US$ 25 tỷ, để xây dựng một thành phố mới ở phía nam Tunis [40].
- Thành phố Thể thao Tunis: một thành phố hoàn toàn thể thao hiện đang được xây dựng ở phía nam Tunis, Tunisia. Thành phố này sẽ gồm các toà nhà cũng như nhiều cơ sở thể thao và sẽ do Bukhatir Group xây dựng với chi phí 5 tỷ $5[41].
- Cảng Tài chính Tunis: sẽ thực hiện trung tâm tài chính ngoài khơi đầu tiên của Bắc Phi tại Vịnh Tunis trong một dự án với giá trị tổng thể US$ 3 tỷ[42].
- Thành phố Viễn thông Tunis: Một dự án trị giá US$ 3 để tạo ra một cổng Công nghệ Thông tin ở Tunis[43].

### Thị trường bất động sản
Trong những năm gần đây Tunisia đã phát triển một thị trường mới. Từ đầu những năm 2000, thị trường bất động sản đã có bước tăng trưởng mạnh. Thị trường tập trung một phần vào nhà ở cho những cá nhân, những cũng gồm cả các dự án lớn có mục tiêu phục vụ du lịch và thị trường buôn bán. Những nhà đầu tư đáng chú ý nằm trong Các quốc gia Ả Rập Vịnh Péc xích.

### Khai thác dầu và khí đốt
Sản lượng dầu của Tunisia khoảng 97,600 barrel/ngày. Giếng dầu chính là El bourma.

### Năng lượng

Các nguồn sản xuất điện

Đa phần lượng điện được sử dụng ở Tunisia đều do nước này tự sản xuất, bởi công ty thuộc sở hữu nhà nước STEG (Société Tunisienne de l´Electricité et du Gaz).Năm 2008 tổng cộng 13,747 GHW điện được sản xuất tại nước này,.

#### Dầu mỏ và khí đốt
Sản xuất dầu mỏ bắt đầu năm 1966 tại Tunisia. Hiện tại có 12 giếng dầu. Dưới đây là danh sách các giếng dầu:
| Giếng dầu            | Giếng dầu       |
| -------------------- | --------------- |
| Giếng 7 tháng 11     | Giếng El Menzah |
| Giếng Ashtart        | Giếng Belli     |
| Giếng Bouri          | Giếng Cercina   |
| Giếng El Biban       | Giếng El Borma  |
| Giếng Ezzaouia       | Giếng Miskar    |
| Giếng Sidi El Kilani | Giếng Tazarka   |

#### Năng lượng hạt nhân
Tunisia đang trong quá trình phát triển hai nhà máy điện hạt nhân trong một giai đoạn kéo dài 10 năm. Mỗi nhà máy trong số đó dự tính có sản lượng 900-1000 MW. Trong nỗ lực của họ nhằm phát triển năng lượng hạt nhân, Pháp được coi là một đối tác quan trọng. Tunisia và Pháp đã ký kết các thoả thuận, theo đó Pháp sẽ cung cấp huấn luyện, kỹ thuật cũng nhiều hỗ trợ khác .

#### Dự án Desertec
Dự án Desertec là một dự án năng lượng trên diện rộng có mục tiêu lắp đặt các panel năng lượng mặt trời, và một hệ thống đường dây nối Bắc Phi với châu Âu. Tunisia sẽ là một bên trong dự án này, nhưng chính xác những lợi ích họ sẽ được hưởng vẫn chưa được biết.

### Giao thông

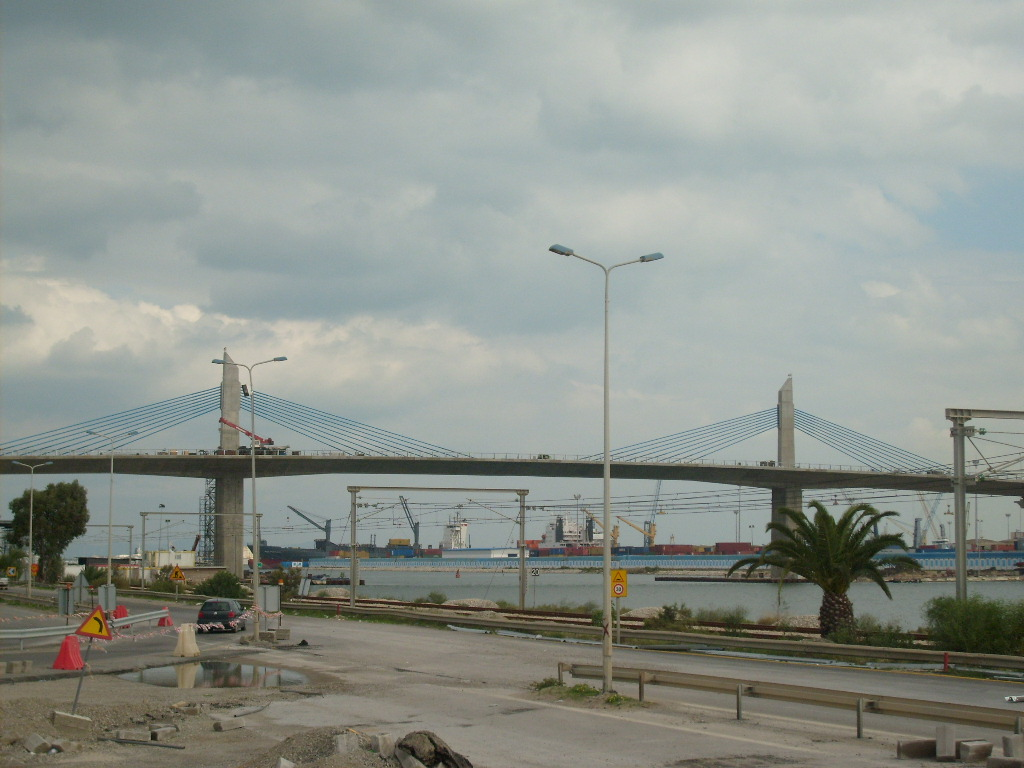
Cầu Radés-La Goulette mới đang được xây dựng ở Tunis.

- Nước này có 19,232 km đường bộ,[50] và A1 Tunis-Sfax, P1 Tunis-Libya và P7 Tunis-Algeria là những đường cao tốc chính.
- Có 30 sân bay tại Tunisia, và Sân bay Quốc tế Tunis Carthage và Sân bay Quốc tế Monastir là hai sân bay quan trọng nhất. Một sân bay mới, Sân bay Quốc tế Zine El Abidine Ben Ali, đã được hoàn thành vào cuối tháng 10 năm 2009, và dự định mở cửa tháng 12 năm 2009. Tuy nhiên, có lẽ các chuyến bay sẽ không bắt đầu trước mùa Lễ Phục sinh năm 2010. Sân bay nằm ở phía bắc Sousse tại Enfidha, và có lẽ sẽ phục vụ cho các khu resort Hamammet và Port El Kantoui, cùng với các thành phố nội địa như Kairouan. Có bốn hãng hàng không đóng trụ sở tại Tunisia: Tunisair, Karthago Airlines, Nouvelair và Sevenair.
- Mạng lưới đường sắt do SNCFT điều hành, và tổng chiều dài đường sắt là 2135 km[50]. Vùng Tunis có một mạng lưới tàu điện, được gọi là Metro Leger.

## Nhân khẩu

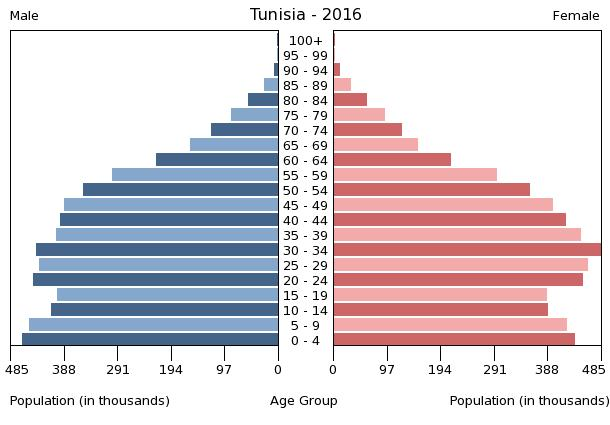
Tháp dân số của Tunisia năm 2016

Năm 2021, dân số của Tunisia là 11.811.335 người. Chính phủ thực hiện chính sách kế hoạch hóa gia đình giúp giảm tỷ lệ tăng trưởng dân số xuống 1% mỗi năm, góp phần làm ổn định kinh tế xã hội của Tunisia.

### Dân tộc
Đa số (98%) người Tunisia hiện đại là người Ả Rập hay người Berber đã Ả Rập hoá, và là những người nói tiếng Tunisia Ả Rập. Tuy nhiên, cũng có một cộng đồng nhỏ (nhiều nhất là 1%) người Berber sống tại vùng núi Jabal Dahar ở phía đông nam và trên hòn đảo Jerba, dù còn có nhiều người hơn nữa có tổ tiên là người Berber. Người Berber chủ yếu nói các ngôn ngữ Berber, thường được gọi là Shelha.
Cộng đồng châu Âu nhỏ (1%) gồm chủ yếu người Pháp và người Italy. Cũng có một cộng đồng Do Thái đã sống từ lâu ở nước này, lịch sử người Do Thái tại Tunisia có từ khoảng 2,000 năm trước. Năm 1948 số người Do Thái ước tính là 105,000, nhưng tới năm 2003 chỉ còn khoảng 1,500 người ở lại.
Người đầu tiên trong lịch sử được biết tới sống ở Tunisia hiện nay là người Berber. Nhiều nền văn minh và sắc tộc đã từng xâm lược, di cư tới, và đã bị đồng hoá trong nhiều thiên niên kỷ, với nhiều làn sóng dân cư qua chinh phục và định cư từ người Phoenicia/Carthaginia, La Mã, Vandal, Ả Rập, người Thổ Nhĩ Kỳ Ottoman, và người Pháp.
Ngoài ra, sau thời kỳ Reconquista và sự trục xuất những người phi Thiên chúa và người Morisco khỏi Tây Ban Nha, nhiều người Moor Tây Ban Nha và người Do Thái đã tới đây ở cuối thế kỷ XV. Ngoài ra, từ cuối những năm 1800 tới sau Thế Chiến II, Tunisia là nơi sinh sống của nhiều người Pháp và người Italia (255,000 người châu Âu năm 1956), hầu như toàn bộ trong số họ, cùng với cộng đồng dân cư Do Thái, đã rời đi sau khi Tunisia độc lập.

### Tôn giáo
Tôn giáo tại Tunisia chủ yếu là Hồi giáo, với đa số dân Tunisia (98%) là tín đồ. Một trong những cộng đồng Do Thái cổ nhất thế giới sống tại Jerba, nơi sự đa dạng tôn giáo phát triển. Hòn đảo phía nam Tunisia là nơi cư trú của 39 cộng đồng tôn giáo.
Hiến pháp quy định Hồi giáo là tôn giáo chính thức của nhà nước và đòi hỏi tổng thống phải là một tín đồ Hồi giáo. Tunisia có mức tự do tôn giáo khá cao, một quyền được quy định và bảo vệ trong hiến pháp đảm bảo quyền tự do tín ngưỡng của mỗi người. Nước này có một nền văn hoá khuyến khích chấp nhận các tôn giáo khác; tự do tôn giáo được thực hiện rộng rãi. Tuy nhiên, chính phủ đã bị cáo buộc hạn chế tự do của các tín đồ Hồi giáo khi cấm quàng khăn trùm đầu (Hijab). Chính phủ tin rằng Hijab là một "loại trang phục có nguồn gốc từ bên ngoài và có một ý nghĩa đảng phái".
Các cá nhân người Tunisian được khoan dung về tự do tôn giáo và nói chung không bị yêu cầu về những đức tin cá nhân.

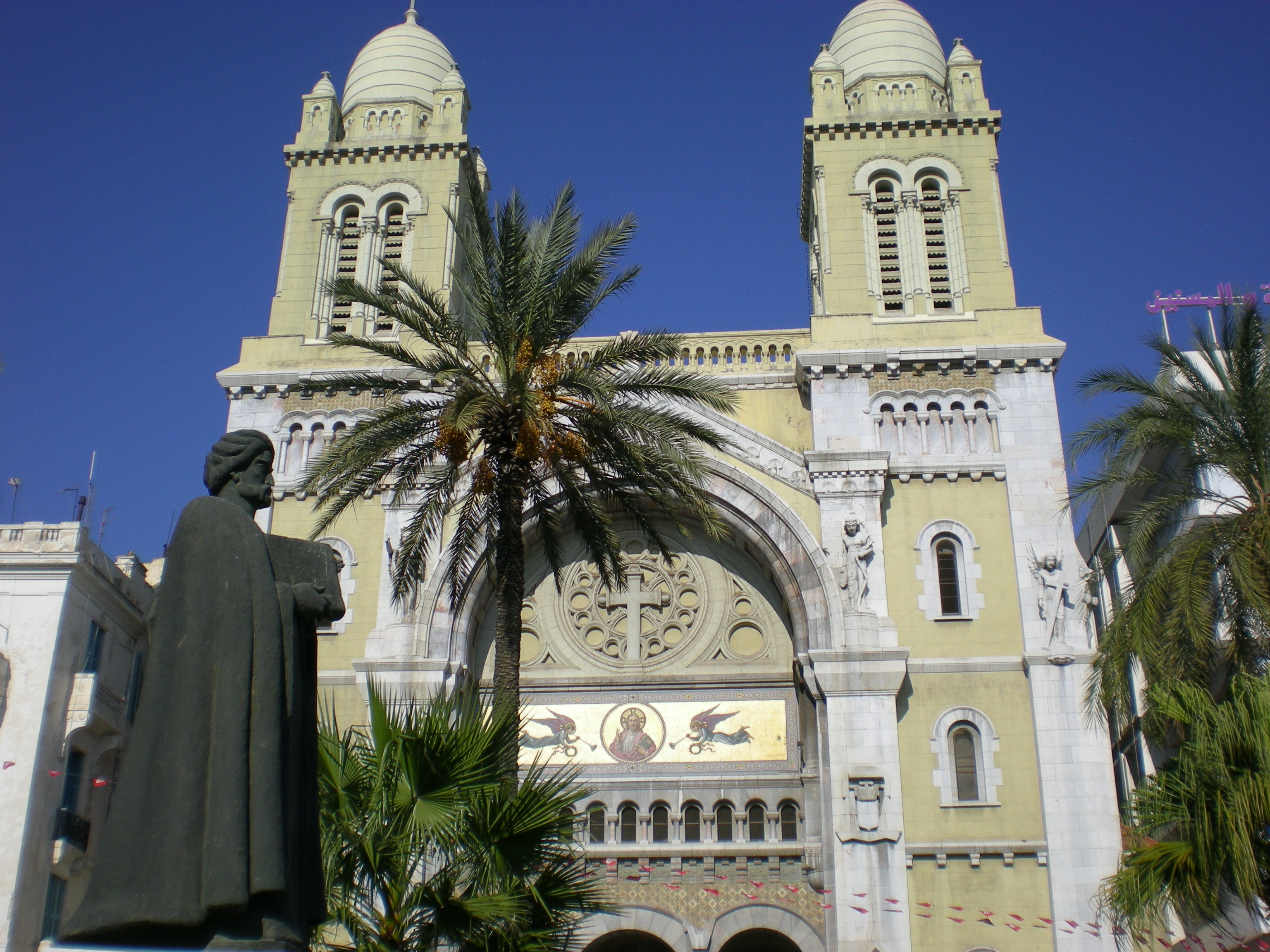
Thánh đường St. Vincent de Paul

Đa số dân Tunisia (98%) là tín đồ Hồi giáo, khoảng 1% theo Thiên chúa giáo và số còn lại (1%) theo Do Thái giáo hay các tôn giáo khác. Tuy nhiên, không có dữ liệu đáng tin cậy về số người thực hiện các nghi thức Hồi giáo. Một số báo cáo cho rằng người vô thần là nhóm lớn thứ hai trong nước (khiến nước này có thể đứng hạng cao trong số các quốc gia Bắc Phi) về vấn đề này.
Tunisia có một cộng đồng Thiên chúa giáo khá lớn khoảng 25,000 người; chủ yếu là Cơ đốc (20,000) và ở một mức độ thấp hơn là Tin Lành. Đạo Do Thái là tôn giáo lớn thứ ba trong nước với 1,500 tín đồ. Một phần ba dân số Do Thái sống tại hay xung quanh thủ đô. Số còn lại sống trên hòn đảo Djerba, nơi cộng đồng Do Thái có mặt từ khoảng 2,500 năm trước.
Djerba, một hòn đảo trong Vịnh Gabès, là quê hương của Hội đạo Do Thái El Ghriba, một trong những hội đạo Do Thái cổ nhất thế giới. Nhiều người Do Thái coi đó là một địa điểm hành hương với các nghi lễ được tiến hành mỗi năm một lần.

### Ngôn ngữ
Tiếng Ả Rập là ngôn ngữ chính thức của Tunisia. Như tại toàn bộ các quốc gia khác thuộc thế giới Ả Rập, một biến thể địa phương của tiếng Ả Rập được công chúng sử dụng. Tiếng Ả Rập Tunisia rất gần gũi với ngôn ngữ Maltese. Cũng có một cộng đồng thiểu số nhỏ những người nói tiếng Shelha, một ngôn ngữ Berber.
Vì từng là thuộc địa của Pháp, tiếng Pháp cũng đóng một vai trò quan trọng ở nước này, dù không có vị thế chính thức. Nó được sử dụng rộng rãi trong giáo dục (ví dụ như ngôn ngữ giảng dạy khoa học tại các trường cấp hai), báo chí và trong kinh doanh. Đa phần người Tunisia có thể nói tiếng Pháp. Nhiều người Tunisia, đặc biệt là những người sống tại các vùng đô thị, dễ dàng sử dụng một ngôn ngữ pha trộn giữa tiếng Ả Rập Tunisia và tiếng Pháp, một loại ngôn ngữ lai thường được gọi không chính thức là 'Frarabic'.

### Giáo dục

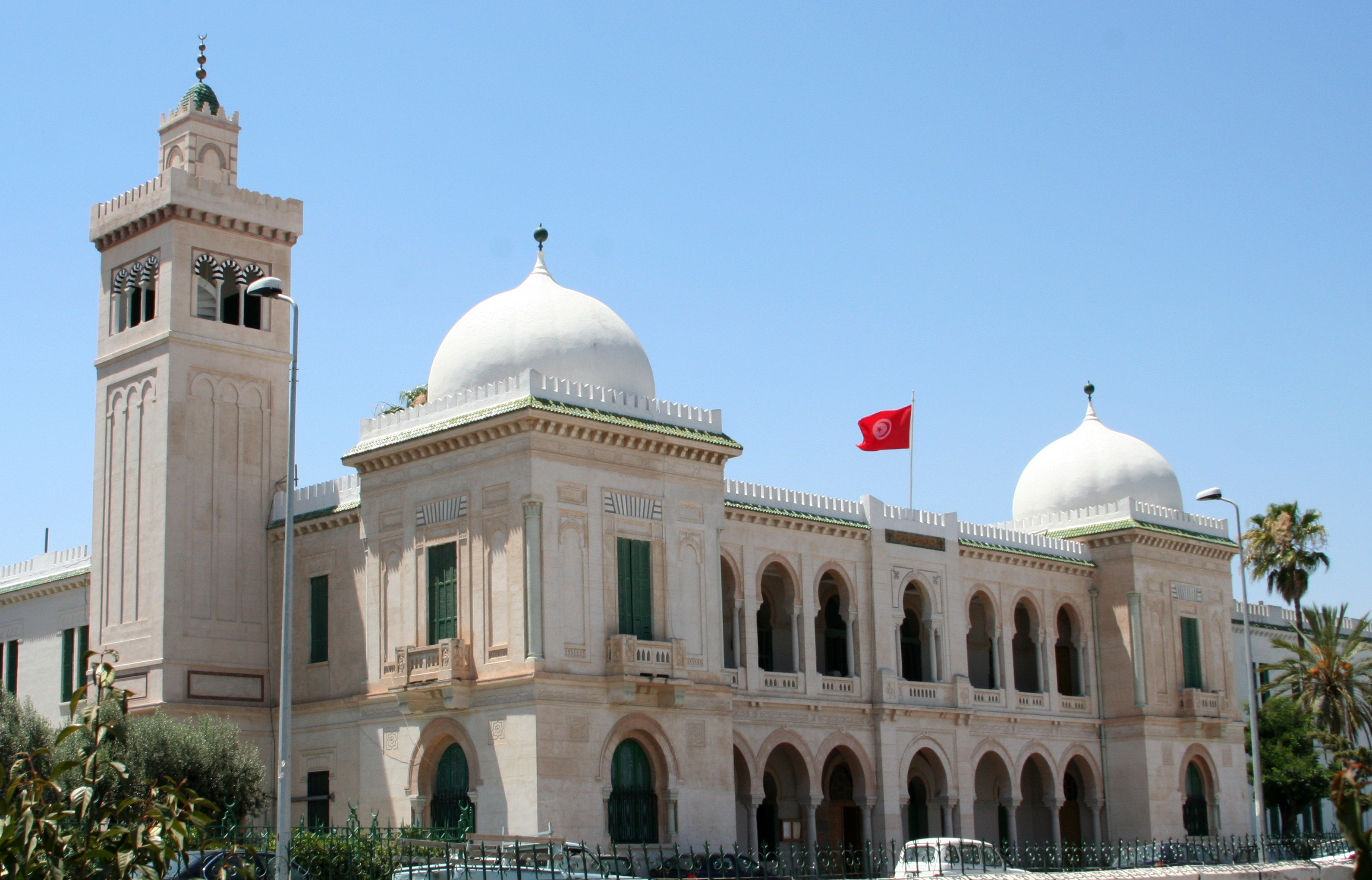
Sadiki College tại Tunis.

Giáo dục được ưu tiên lớn và chiếm 6% GNP. Một nền giáo dục căn bản cho trẻ em trong độ tuổi từ 6 đến 16 đã được quy định bắt buộc từ năm 1991. Tunisia xếp hạng 17 về "chất lượng hệ thống giáo dục [cao học]" và 21 về "chất lượng giáo dục tiểu học" trong Báo cáo Cạnh tranh Toàn cầu 2008-9, do Diễn đàn Kinh tế Thế giới đưa ra.
Tuy trẻ em nói chung được học tiếng Tunisia Ả Rập tại gia đình, khi bắt đầu theo học lúc 6 tuổi, chúng được dạy đọc và viết theo tiếng Ả Rập tiêu chuẩn. Từ 8 tuổi, trẻ em được dạy tiếng Pháp trong khi tiếng Anh được dạy khi trẻ lên 12.
Các trường cao đẳng và đại học tại Tunisia gồm:
- École Polytechnique de Tunisie
- International University of Tunis
- Université Libre de Tunis
- Université de l'Aviation et Technologie de Tunisie
- Institut National d'Agronomie de Tunis
- Université des Sciences de Tunis

## Văn hoá

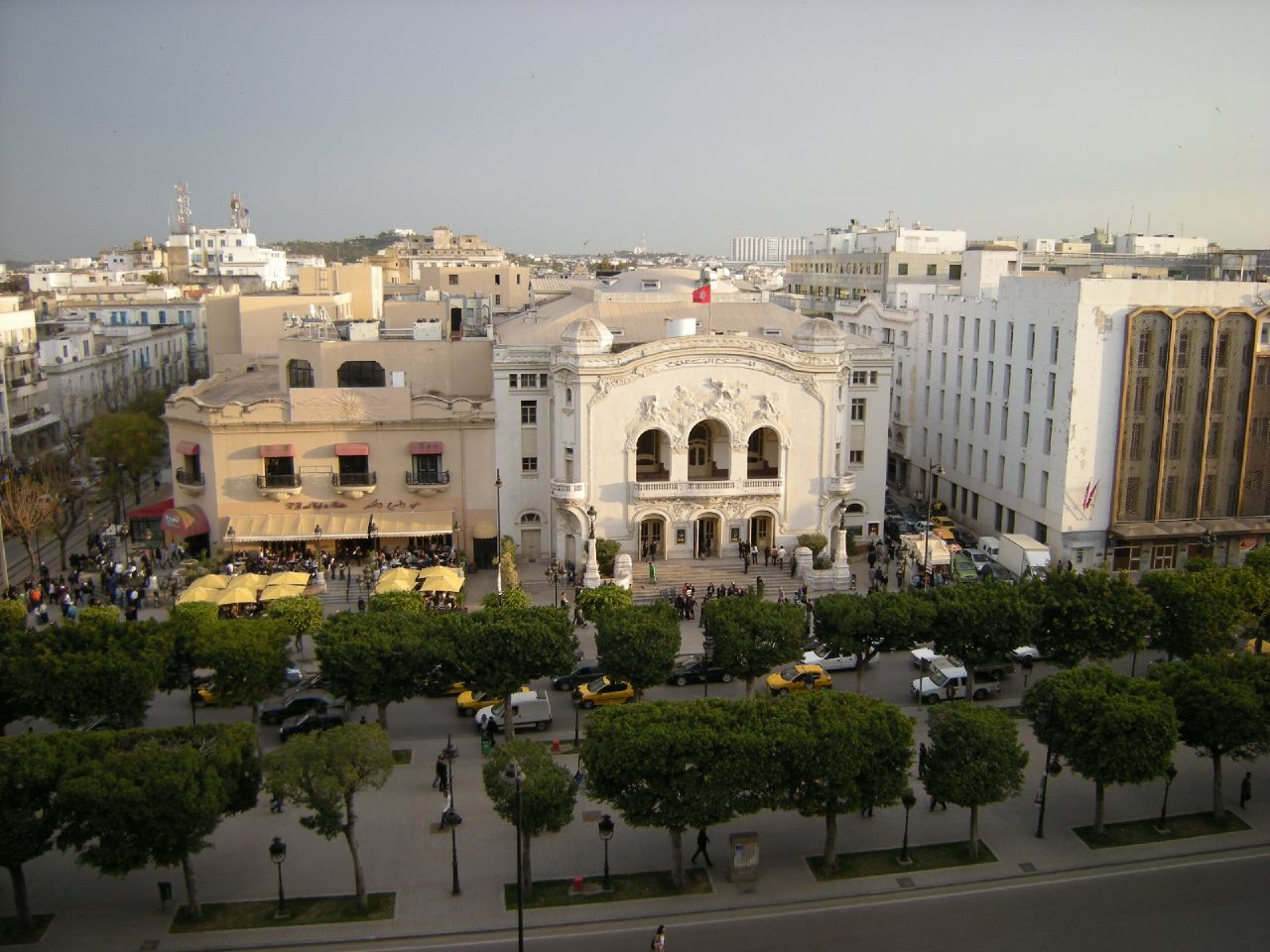
Nhà hát Quốc gia, ở trung tâm Tunis.

Tunisia có một nền văn hoá pha trộn vì một lịch sử lâu dài với những cuộc chinh phục như của người Phoenicia, La Mã, Vandal, Byzantine, Ả Rập, Thổ Nhĩ Kỳ, Tây Ban Nha và người Pháp, tất cả đều để lại dấu ấn tại quốc gia này.

### Thể thao
Môn thể thao phổ biến nhất ở Tunisia là bóng đá. Đội tuyển bóng đá quốc gia, cũng được gọi là "Những chú đại bàng Carthage" đã tham gia vào năm vòng chung kết World Cup. Thành tích của đội tuyển được liệt kê dưới đây:
| Năm trong World Cup | Kết quả |
| ------------------- | ------- |
| 1978                | Vòng 1  |
| 1998                | Vòng 1  |
| 2002                | Vòng 1  |
| 2006                | Vòng 1  |
| 2018                | Vòng 1  |

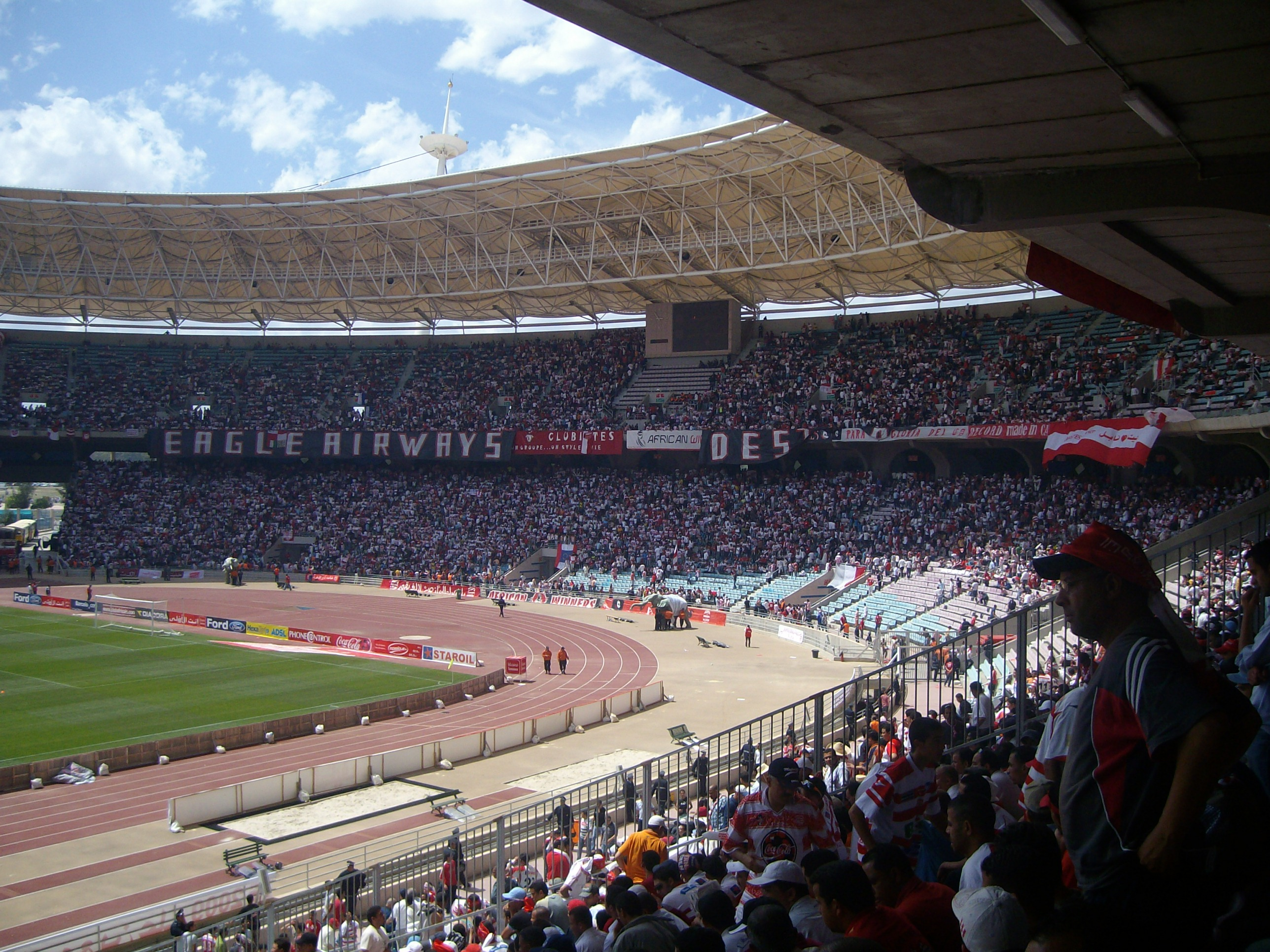
Sân vận động 7 tháng 11 Radès

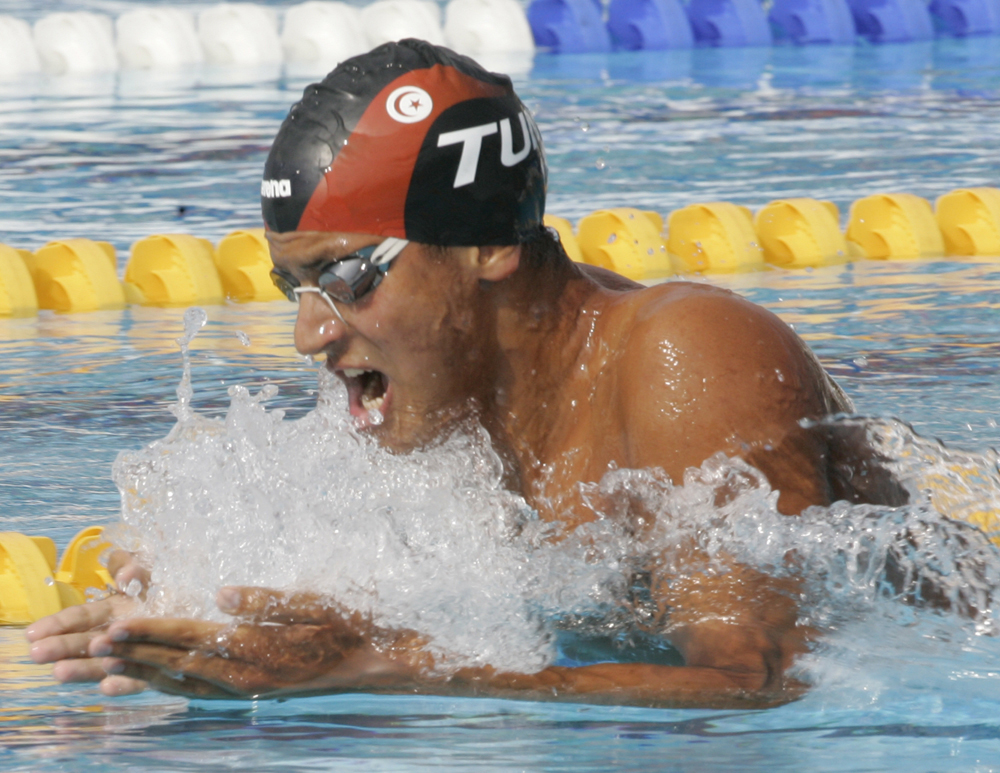
Oussama Mellouli, vận động viên giành huy chương vàng tại Olympic mùa hè Bắc Kinh

Giải đấu hàng đầu của Tunisia là "Tunisian Ligue Professionnelle 1". Các câu lạc bộ lớn gồm Espérance Sportive de Tunis, Club Africain, và Étoile Sportive du Sahel.

#### Bóng ném

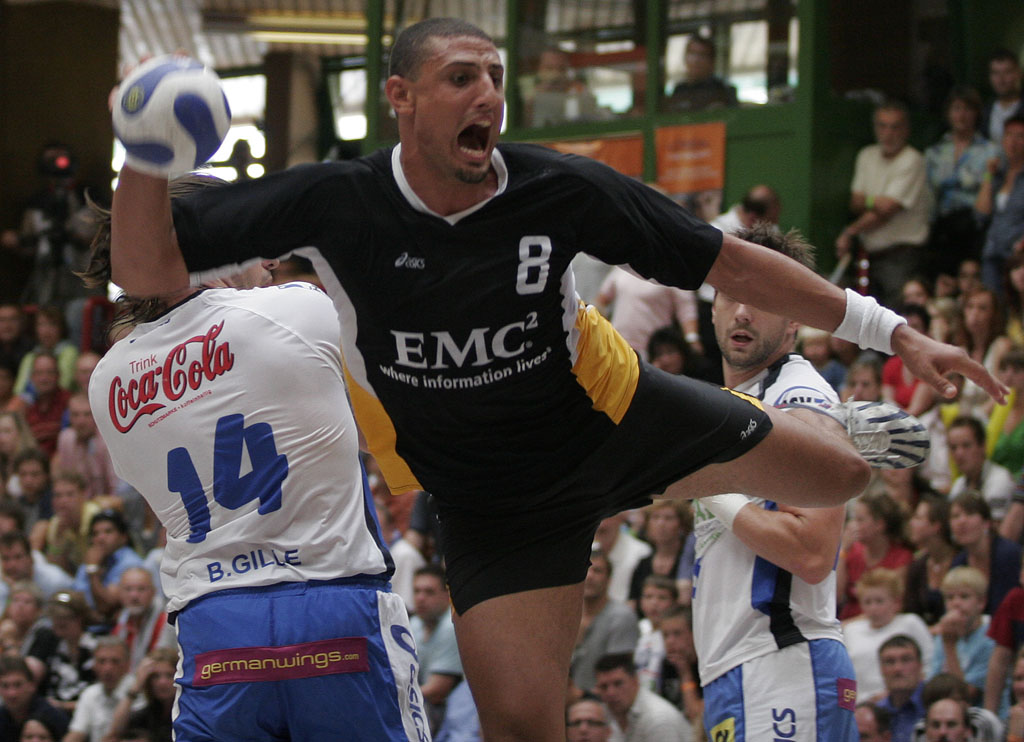
Wissem Hmam

Đội tuyển quốc gia đã tham gia nhiều vòng chung kết bóng ném thế giới. Năm 2005 Tunisia giành hạng 4. Giải bóng ném quốc gia gồm 12 đội, với ES. Sahel và Esperance S.Tunis là các đội thống trị.
Vận động viên bóng ném Tunisia nổi tiếng nhất là Wissem Hmam. Tại giải vô địch bóng ném thế giới nam năm 2005 ở Tunis, Wisam Hmam là vận động viên có thành tích ghi điểm cao nhất giải.

#### Bơi lội
Tại Olympic năm 2008, vận động viên người Tunisia Oussama Mellouli đã giành một huy chương vàng nội dung bơi tự do 1500 mét.

### Lễ hội
- Lễ Matmata - Matmata (tháng 3)
- Lễ Oriljazz (tháng 4)
- Lễ "Tozeur, the Oriental, the African" (tháng 4)
- Lễ hội Mùa xuân Quốc tế - Sbeitla (tháng 4)
- Lễ hội thi ca Ả Rập - Tozeur - (tháng 4)
- Lễ hội Jazz Carthage - Gammarth (tháng 4)
- Tozeur's International Oasis Festival - Tozeur (tháng 12)
- Techno House festival - Gammarth (tháng 12)
- Dar Sebastian celebrates opera festival - lyrical festival -(tháng 12)
- Lễ hội Caravana Latina" - Tozeur (tháng 12)
- Lễ hội Truyền thống Sahara - Douz (tháng 12)